# الکساندر مویسی
الکساندر مویسی (آلمانی: Alexander Moissi; ۲ آوریل ۱۸۷۹ – ۲۲ مارس ۱۹۳۵) یک هنرپیشه اهل اتریش بود. وی بین سال‌های ۱۸۹۹ تا ۱۹۳۵ میلادی فعالیت می‌کرد.